# Micaria guttigera
Micaria guttigera är en spindelart som beskrevs av Simon 1878. Micaria guttigera ingår i släktet Micaria och familjen plattbuksspindlar. Inga underarter finns listade i Catalogue of Life.